# 吉安県
吉安県（きつあん-けん）は中華人民共和国江西省吉安市に位置する県。

## 行政区画
- 街道:高新街道、金鶏湖街道
- 鎮:敦厚鎮、永陽鎮、天河鎮、横江鎮、固江鎮、万福鎮、永和鎮、桐坪鎮、鳳凰鎮、油田鎮、敖城鎮、梅塘鎮、浬田鎮
- 郷:北源郷、大沖郷、登竜郷、安塘郷、官田郷、指陽郷

## 交通

### 鉄道
- 中国鉄路総公司
  - 京九線
  - 吉衡線

### 道路
- 高速道路
  - 大広高速道路
  - 泉南高速道路
- 国道
  - G105国道
  - G319国道